# Edaphobacter flagellatus
Edaphobacter flagellatus es una especie de bacteria gramnegativa del género Edaphobacter. Fue descrita en el año 2018. Su etimología hace referencia a flagelo. Es aerobia y móvil. Tiene un tamaño de 0,4-0,8 μm de ancho por 1-1,6 μm de largo. Forma colonias redondas, convexas, lisas y de color amarillo tras 2 semanas de incubación. Temperatura de crecimiento entre 10-37 °C, óptima de 28 °C. Catalasa y oxidasa negativas. Tiene un contenido de G+C de 57,7%. Se ha aislado de suelo forestal en la reserva de la biosfera de Dinghushan, en la provincia de Guangdong, China. 